# Johnsons Crossing
Johnsons Crossing est une localité du Yukon au Canada, située au mile 836 (1 345ekilomètre) de la route de l'Alaska, sur la rivière Teslin. Elle est le point de départ de la Canol Road qui permet de rejoindre la Robert Campbell Highway, la ville de Ross River et les Territoires du Nord-Ouest. Sa population était de 15 personnes en 2006.

## Démographie
| 2001 | 2006 | 2011 | 2016 |
| ---- | ---- | ---- | ---- |
| 20   | 15   | 15   | 10   |

## Climat
| Mois                                  | jan.       | fév.       | mars       | avril      | mai        | juin      | jui.      | août    | sep.      | oct.     | nov.     | déc.     | année          |
| ------------------------------------- | ---------- | ---------- | ---------- | ---------- | ---------- | --------- | --------- | ------- | --------- | -------- | -------- | -------- | -------------- |
| Température minimale moyenne (°C)     | −23,2      | −21        | −13,6      | −6,2       | −0,9       | 3,3       | 6,3       | 4,6     | 0,7       | −3,6     | −13,7    | −20,8    | −7,3           |
| Température moyenne (°C)              | −18,6      | −15,2      | −6,9       | 0,3        | 6,2        | 11        | 13,4      | 11,5    | 6,5       | 0,4      | −9,9     | −16,3    | −1,5           |
| Température maximale moyenne (°C)     | −13,9      | −9,3       | −0,2       | 6,8        | 13,3       | 18,5      | 20,4      | 18,4    | 12,2      | 4,4      | −5,9     | −11,8    | 4,4            |
| Record de froid (°C) date du record   | −52,2 1975 | −51,2 1968 | −40,6 1972 | −27,5 1979 | −11,1 1972 | −3,9 1965 | −2,2 1974 | −4 1986 | −16 1983  | −31 1982 | −42 1985 | −55 1992 | −55 22/12/1992 |
| Record de chaleur (°C) date du record | 7,2 1965   | 12,2 1968  | 12,8 1965  | 20,6 1976  | 34 1983    | 32,2 1969 | 31,1 1965 | 31 1990 | 25,6 1974 | 18 1993  | 8,9 1969 | 7,5 1985 | 34 30/5/1983   |
| Précipitations (mm)                   | 26,7       | 18,5       | 13,8       | 8          | 21,5       | 37,7      | 53,2      | 47,1    | 46,5      | 37,7     | 32,7     | 32,9     | 376,2          |
| dont neige (cm)                       | 26,7       | 18,5       | 13,8       | 6,7        | 1,1        | 0         | 0         | 0       | 2,4       | 12,7     | 30,4     | 32,9     | 145,1          |
| Nombre de jours avec précipitations   | 9,2        | 7,9        | 6,3        | 4,1        | 7,8        | 11        | 13,6      | 12,2    | 11,5      | 12,1     | 13,1     | 11,5     | 120,3          |
| Nombre de jours avec neige            | 9,2        | 7,9        | 6,2        | 3,2        | 0,67       | 0         | 0         | 0,04    | 0,54      | 5,1      | 12,3     | 11,5     | 56,6           |

| Diagramme climatique                                  |             |               |          |              |             |             |             |             |             |               |                |
| J                                                     | F           | M             | A        | M            | J           | J           | A           | S           | O           | N             | D              |
| −13,9−23,226,7                                        | −9,3−2118,5 | −0,2−13,613,8 | 6,8−6,28 | 13,3−0,921,5 | 18,53,337,7 | 20,46,353,2 | 18,44,647,1 | 12,20,746,5 | 4,4−3,637,7 | −5,9−13,732,7 | −11,8−20,832,9 |
| Moyennes : • Temp. maxi et mini °C • Précipitation mm |             |               |          |              |             |             |             |             |             |               |                |

## Référence
- (en) Cet article est partiellement ou en totalité issu de l’article de Wikipédia en anglais intitulé « Johnsons Crossing, Yukon » (voir la liste des auteurs).

1. ↑  « Statistique Canada - Profils des communautés de 2006 - Johnsons Crossing » (consulté le 13 mars 2020)
2. ↑  « Statistique Canada - Profils des communautés de 2016 - Johnsons Crossing » (consulté le 13 mars 2020)
3. ↑  « Données des stations pour le calcul des normales climatiques au Canada de 1971 à 2000 », Environment Canada (consulté le 11 janvier 2022)